# Plagiostenopterina cyanosoma
Plagiostenopterina cyanosoma är en tvåvingeart som beskrevs av Friedrich Georg Hendel 1912. Plagiostenopterina cyanosoma ingår i släktet Plagiostenopterina och familjen bredmunsflugor.
Artens utbredningsområde är Seychellerna. Inga underarter finns listade i Catalogue of Life.